# قانون آب پاک

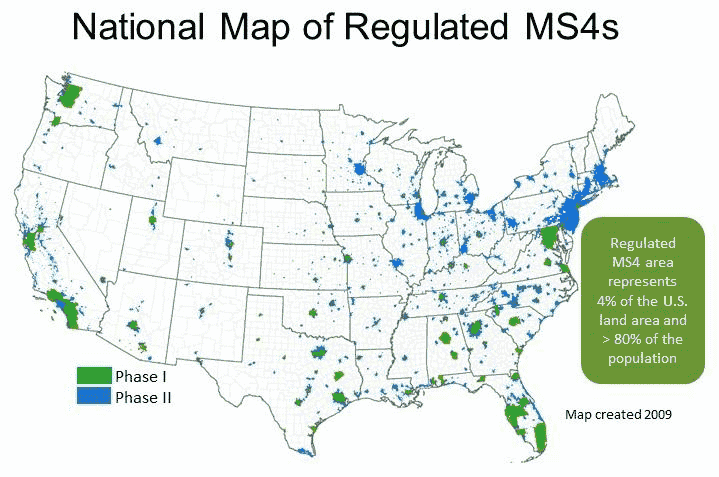
نقشه سیستم‌های فاضلاب سیلابی جداگانه شهرداری‌ها

قانون آب پاک (به انگلیسی: Clean Water Act) نخستین قانون فدرال در ایالات متحده است که بر آلودگی آب حاکم است. هدف آن بازیابی و حفظ یکپارچگی شیمیایی، فیزیکی و بیولوژیکی آب‌های کشور است. به رسمیت شناختن مسئولیت‌های ایالت‌ها در رسیدگی به آلودگی و ارائه کمک به ایالت‌ها برای انجام این کار، از جمله تأمین مالی برای کارهای تصفیه عمومی برای بهبود تصفیه فاضلاب؛ و حفظ یکپارچگی تالاب‌ها.